# Lijst van voetbalinterlands Albanië - Nederland (vrouwen)
Deze lijst van voetbalinterlands is een overzicht van alle officiële voetbalinterlands tussen de nationale vrouwenteams van Albanië en Nederland. De landen hebben tot nu toe twee keer tegen elkaar gespeeld. De eerste wedstrijd was op 26 september 2013 in Tirana. Dit betrof een kwalificatiewedstrijd voor het wereldkampioenschap van 2015.

## Wedstrijden
| № | Plaats  | Datum             | Competitie           | Wedstrijd           | Uitslag |
| - | ------- | ----------------- | -------------------- | ------------------- | ------- |
| 1 | Tirana  | 26 september 2013 | WK 2015 kwalificatie | Albanië − Nederland | 0 − 4   |
| 2 | Helmond | 10 april 2014     | WK 2015 kwalificatie | Nederland − Albanië | 10 − 1  |

## Samenvatting
| Competitie      | Totaal gespeeld | Winst Albanië | Gelijk | Winst Nederland | Doelsaldo Albanië – Nederland |
| --------------- | --------------- | ------------- | ------ | --------------- | ----------------------------- |
| WK-kwalificatie | 2               | 0             | 0      | 2               | 1 − 14                        |
| Totaal          | 2               | 0             | 0      | 2               | 1 − 14                        |